# Британские Западно-Тихоокеанские Территории

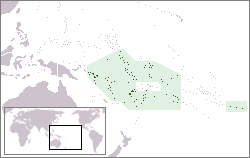
Расположение Территории.

Для управления мелкими островами, рассредоточенными в Океании, Британская империя в 1877 году создала «комиссариат» — Британские Западно-Тихоокеанские Территории (англ. British Western Pacific Territories), включавший в себя следующие территории:
- Фиджи 1877—1952
- Новые Гебриды 1906—1976
- Острова Питкэрн 1898—1952
- Острова Кука 1901—1976
- Ниуэ 1900—1901
- Науру 1914—1921
- Юнион 1898—1926
- Острова Феникс 1916—1939
- Тонга 1900—1952
- Острова Гилберта и Эллис 1916—1976
- Британские Соломоновы острова 1893—1971

2 января 1976 года «комиссариат» прекратил существование.